# Yahualica
Yahualica är en kommun i Mexiko.   Den ligger i delstaten Hidalgo, i den sydöstra delen av landet, 180 km norr om huvudstaden Mexico City. Antalet invånare är 22 228. Arean är 165 kvadratkilometer.
Terrängen i Yahualica är kuperad.
Följande samhällen finns i Yahualica:
- Zoquitipán
- Oxeloco
- Xoxolpa
- Tenamaxtepec
- Tetla
- Aguacatitla
- El Arenal
- Tamalcuatitla
- Tepehixpa
- Crisolco
- Chompeletla
- Los Naranjos
- Huexoapa
- Zapotitla
- El Paraje
- Tecacalax
- Olma
- Hueyactétl